# Otalążka
Otalążka ist ein Dorf der Gemeinde Mogielnica im polnischen Powiat Grójecki in der Woiwodschaft Masowien. Es liegt drei Kilometer südöstlich des Stadtzentrums am Stadtrand von Mogielnica an der Mogielanka.

## Heiligtum
An einer heute nicht mehr vorhandenen Flussschleife der Mogielanka in der Nähe des Ortes wurde an beiden Ufern je ein Opferplatz festgestellt. Es ist bislang der einzige Opferplatz mit festen Anlagen, der vollständig untersucht worden ist. Anfänglich (1954) glaubte man, eine Pfahlsiedlung gefunden zu haben. Inzwischen wird der Platz als Wasserheiligtum angesehen. Es waren an beiden Seiten des Gewässers fest installierte Zugänge zu finden, gepflastert oder mit Rostkonstruktionen aus Holz. Es wurden viele Knochen, aber keine Menschenknochen gefunden. Am rechten Ufer waren die Knochen zersplittert, oft angebrannt, was als Zeichen für Mahlzeiten gedeutet wird. Am rechten Ufer waren auch drei Feuerstellen in einer Reihe, die von einer dicken Schicht aus Asche und Scherben zerschlagener Tongefäße umgeben waren. In der Nähe hatten auch zwei Holzbänke gestanden.
Aber an anderen Stellen, besonders am linken Ufer, wurden ausschließlich Schädel und Extremitäten und auch ein Wagenradteil gefunden.
Unter den Knochen waren die von Rindern am häufigsten (um 41 %), danach kamen Wildvögel (um 20 %), danach Schaf/Ziege mit etwa 16 %, Rotwild (etwa 12 %), Schwein (um 8 %) und Pferd (um 3 %).
Offenbar wurde am rechten Ufer gefeiert und am linken Ufer geopfert.
Gegenwärtig wird der Platz auf das 4. bis 6. Jahrhundert datiert. Allerdings stehen Pollenanalysen noch aus.